# Viação Novo Horizonte
Viação Novo Horizonte é uma empresa brasileira de transportes rodoviários sediada na cidade de Vitória da Conquista, Bahia. Criada em 1966, atua fortemente no interior baiano, ligando a região a grandes cidades brasileiras como Salvador, São Paulo, Rio de Janeiro e Brasília. Também atua, em menor grau, no estado do Mato Grosso, operando diversas linhas que ligam a capital Cuiabá a outras cidades do interior do estado.
A empresa surgiu em substituição aos antigos paus de arara, que realizavam com frequência viagens de milhares de baianos rumo ao sudeste brasileiro. A Viação Novo Horizonte faz parte do Grupo Abreu Magalhães, que atua nos segmentos de transporte intermunicipal e interestadual a qual também fazem parte a Viação Central Bahia e a Expresso Maia.
A Viação Novo Horizonte é uma das maiores empresas de transportes rodoviários da Bahia.

## Linhas e municípios
No estado da Bahia, em 2025, a Viação Novo Horizonte atendeu 141 linhas em 121 municípios, entre eles Salvador, Feira de Santana, Vitória da Conquista, Itabuna, Porto Seguro e Bom Jesus da Lapa.
Em 16 de julho de 2025, a Viação Novo Horizonte teve as operações suspensas nas linhas intermunicipais da Bahia por determinação da Agência Estadual de Regulação de Serviços Públicos de Energia, Transportes e Comunicações da Bahia (AGERBA), por descumprimento de acordos e não atender aos requisitos regulatórios, como apresentação de certidões negativas e descumprir Termo de Ajustamento de Conduta (TAC) firmado com o Ministério Público do Estado da Bahia (MPBA), além de deficiências operacionais, histórico de acidentes e elevado número de reclamações. Em 24 de julho de 2025, o Tribunal de Justiça do Estado da Bahia (TJBA) atendeu a um pedido da empresa e derrubou a decisão da Agência Estadual de Regulação de Serviços Públicos de Energia, Transportes e Comunicações da Bahia, alegando que ela tinha característica restritiva e prejudicava a concorrência.

## Galeria

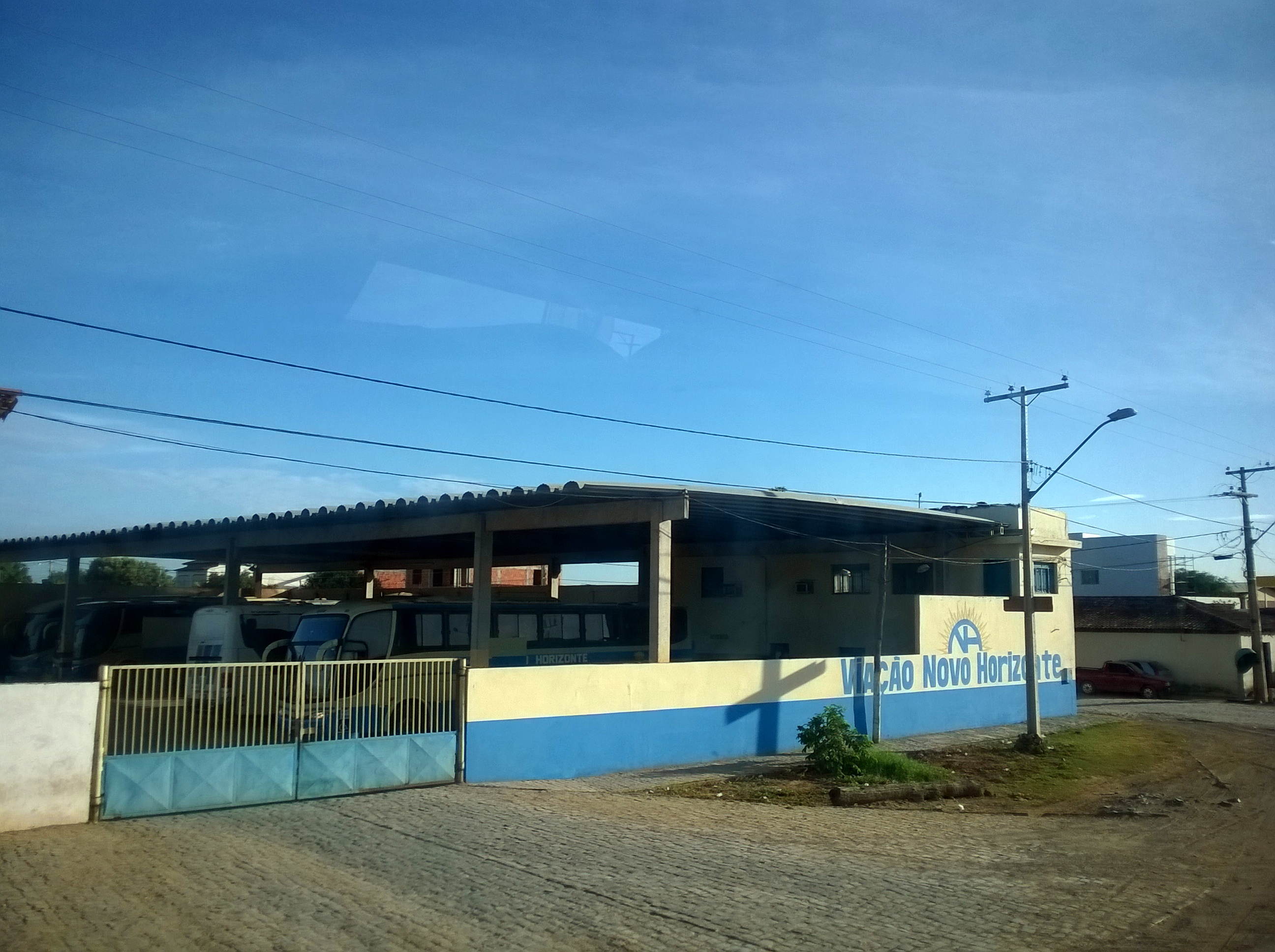
Pequena garagem da Viação Novo Horizonte localizada em Santa Maria da Vitória, Bahia.